# Harde (Cameroun)
Pour les articles homonymes, voir Harde.
Harde est une localité du Cameroun située dans l'arrondissement de Bogo, le département du Diamaré et la région de l’Extrême-Nord. 

## Population
Lors du recensement de 2005, on y a dénombré 100 personnes, dont 48 hommes et 52 femmes.